# たてがみ

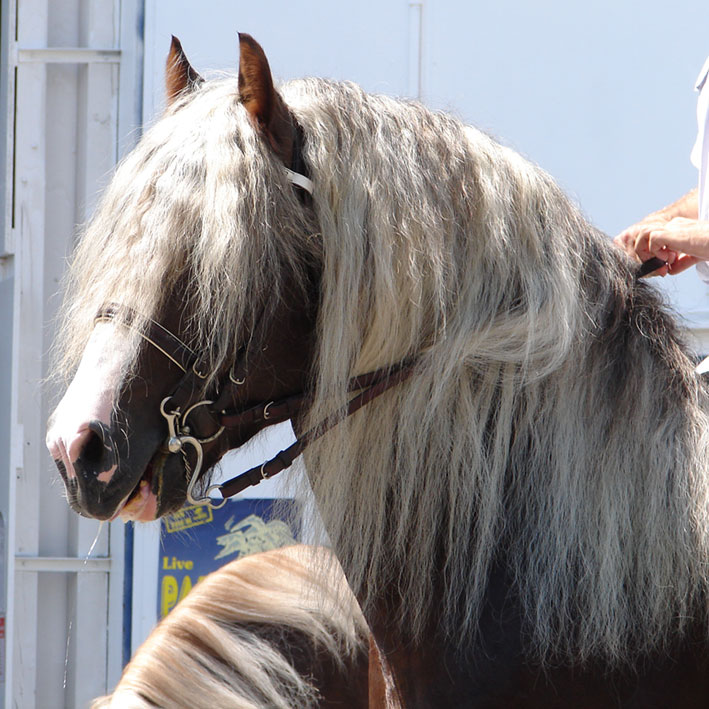
ウマ科はたてがみが最も目立つ動物の一つ。

たてがみ（漢字表記：鬣、騣、巤、騌、鬃、鬉、鬐、鬛。英語名：Mane、Crest）とは、動物（特に哺乳類）の頸部もしくは頭部に密集して生える長い毛のことである。代表的なものとして、ウマやライオン、ハイエナなどのものがある。時にヒトの頭髪や髭もたてがみの一種と解釈される。体温調節（保温および放熱）や、頭部・頸部の物理的保護のためにある部位と考えられている。

## 呼称

### 日本語名
先史時代における日本列島の在来種にたてがみを持つ動物が見当たらないことから、日本人にとってのたてがみは、猪、もしくは馬の伝来によって始まったと考えられる。

### 日本語名以外
英語ではたてがみを「mane (仮名転写：メイン)」と言う。また、ラテン語の「crista (意：cock's comb、鶏の鶏冠〈とさか〉)」に由来して同義を第一とする「crest (仮名転写：クレスト)」の、副次的語義の一つに「（犬・馬などの）首筋」「（馬などの）たてがみ」がある。

## 生物的特徴
たてがみを持つ動物は哺乳類に限定されるものではないが、ここで言う「毛（体毛）」を持つ現生の動物は哺乳類のみであり、したがって、現世に限れば、「たてがみは哺乳類の特徴である」と言える。

### 種類

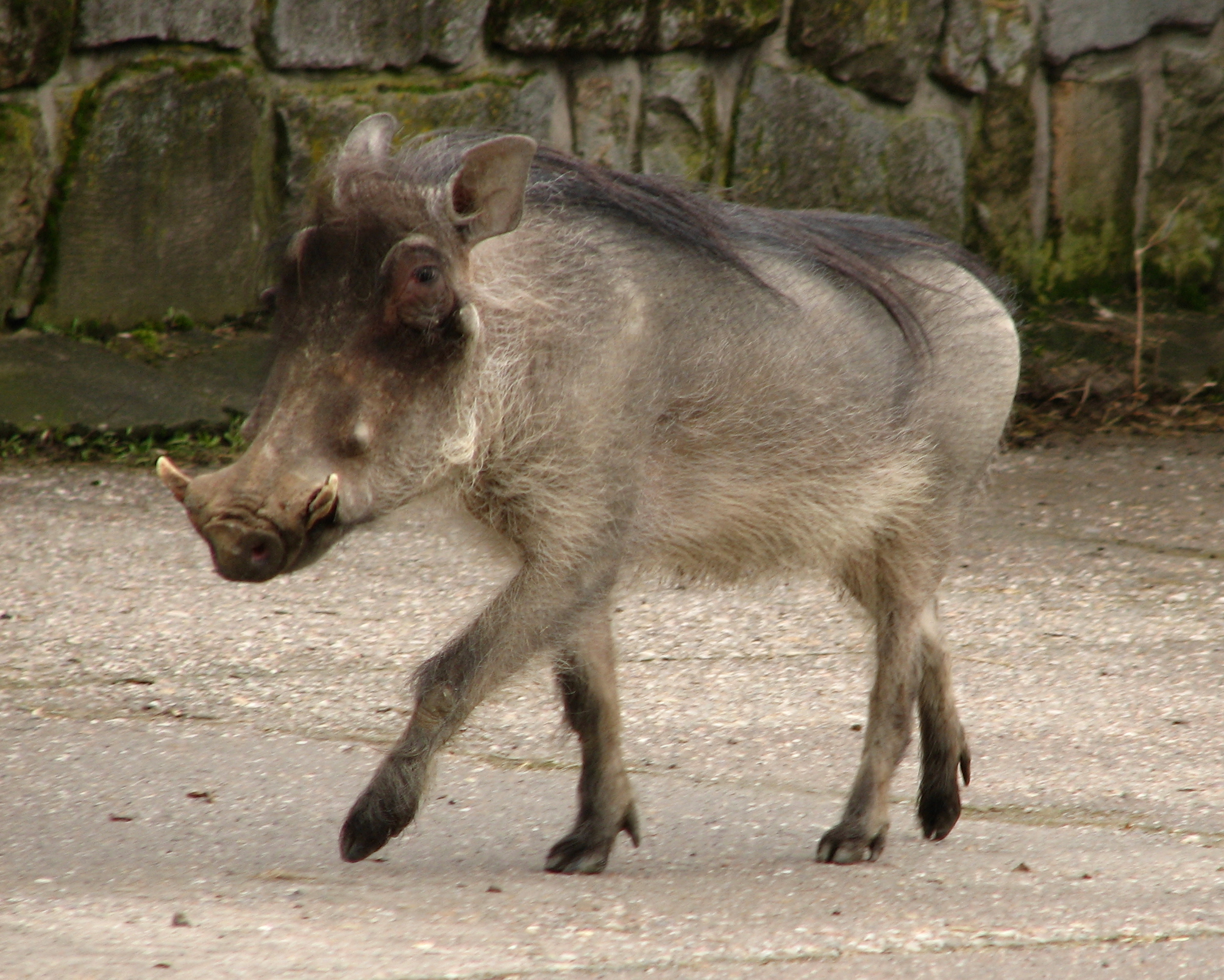
イボイノシシ　毛足の長いたてがみが特徴的

たてがみはその生え方から次のように大別できる。
(1)　頸椎に沿うように生えるもの ：ラクダ、キリン、ヌー、ウマ、ブチハイエナ、チーター（幼獣）、オオアリクイなど。
(2)　頭部全体に生えるもの ：ライオン（オス成獣・亜成獣）、ゴールデンライオンタマリン、シシオザル、ゲラダヒヒ（オス成獣・亜成獣）など。場合により、ヒトも。
また、前者(1) は、毛足の長短からさらに次のように分類が可能。
(a)　毛足が短いもの ：キリン、ヌー、シマウマ、ロバ、ハイエナ、オオアリクイなど。
(b)　毛足が長いもの ：イボイノシシ。
(c)　(a) も (b) もいるもの ：ラクダ、ウマ。

### たてがみを持つ動物

#### 現生種
太字は特徴が顕著なもの。
- 鯨偶蹄目
  - ラクダ科 ：ヒトコブラクダ、フタコブラクダ。
  - イノシシ科 ：イボイノシシ、イノシシ。
  - キリン科 ：キリン,オカピ（幼獣）。
  - ウシ科 ：ヌー（オグロヌー、オジロヌー）、ローンアンテロープ、セーブルアンテロープ。
- ウマ目（奇蹄目） - ウマ科 ：ウマ、ロバ、シマウマ。 　　　　　　　　　バク科：ブラジルバク。
- ネコ目（食肉目）
  - ネコ科 ：ライオン（オス成獣・亜成獣）、チーター（幼獣）。
  - ハイエナ科 ：ブチハイエナ、カッショクハイエナ、シマハイエナ、アードウルフ。
  - イヌ科 ：タテガミオオカミ。
- サル目（霊長目）
  - オマキザル科 ：ライオンタマリン（ゴールデンライオンタマリン、等）。
  - オナガザル科 ：シシオザル、ゲラダヒヒ（オス成獣・亜成獣）、マントヒヒ（オス成獣・亜成獣）、マンドリル（オス成獣・亜成獣）など。
  - 場合により、ヒトをこれに含む。
- ネズミ目（齧歯目）
  - ヤマアラシ科 ：タテガミヤマアラシ（en）、インドタテガミヤマアラシ（en）、ケープタテガミヤマアラシ（en）。後頭部に毛足の長いたてがみあり。
- 有毛目 - アリクイ科 ：オオアリクイ。

|  |  |  |  |

|  |  |  |  |

## たてがみと人間の関わり

### 食文化
- 馬肉食 ：食肉としての馬では、たてがみの付け根の肉は一頭あたりから採れる量の少ない部位である。ほとんどが脂身からなり、良質のグリコーゲンに富むこの肉は、日本人のように食す習慣のある者にとっては貴重なものである。日本語では「たてがみ」「こうね」「こうね脂」と呼び、刺身であれば「たてがみ刺し」と言う。金平などとしても食す。別項「馬刺し」には画像もあり。

### 芸術・大衆文化
- 連獅子
- 石橋 (能)

## その他
競馬社会では現役競走馬のたてがみを切ることは縁起が悪いというジンクスが存在する。このジンクスを物語る代表的な例としてナリタブライアンが右股関節炎を発症し、その後後遺症に苦しんだことが挙げられる。1995年、関西テレビ・フジテレビ系列で放送されていた視聴者参加型オークション番組『とんねるずのハンマープライス』に、関係者から提供されたナリタブライアンのたてがみ数十本が出品された。これは44万円で落札され、実際に出品から2ヵ月後の同年4月にナリタブライアンは故障を発症した。ナリタブライアンの調教師を担当していた大久保正陽は後にそのジンクスを念頭において、「ナリタブライアンが走らなくなったのはたてがみをとられてからだ」とコメントしている。
2019年9月には15日に北海道日高町のヴェルサイユファームにけい養されていたタイキシャトルとローズキングダム、16日に日高町の日西牧場にけい養されていたビワハヤヒデ、18日には浦河町の観光宿泊施設「うらかわ優駿ビレッジAERU（アエル）」でウイニングチケットのたてがみが相次いで切り取られ、さらにウイニングチケットのたてがみがフリマアプリ「メルカリ」に出品されるという事態が発生した。翌2020年3月27日には、埼玉県川口市に住む55歳の女性がタイキシャトルのたてがみを切断したとして、器物破損容疑により逮捕された。

## 備考
- 冠羽 ：鳥類の場合、頭頂部を飾るのは冠羽であり、機能面でのたてがみとの共通点は見当たらない。